# My Darkest Days
My Darkest Days ist eine kanadische Rockband aus Toronto. Sie wurden von Nickelback-Frontman Chad Kroeger entdeckt.

## Porn Star Dancing
Mit „Porn Star Dancing“ gelang der Band 2010 ihr erster großer Hit. Ein Musikvideo zu ihrer ersten Single wurde im Vanity-Nachtclub in Las Vegas gedreht. Chad Kroeger, Zakk Wylde und Ludacris spielten Rollen in dem Video.

## Matt Walst und Three Days Grace
Nachdem 2013 der Frontman von Three Days Grace Adam Gontier die Band verlassen hatte, entschied sich Matt Walst für die bevorstehende Tour einzuspringen, da sein Bruder Brad Walst ebenfalls bei Three Days Grace spielt. Später wurde er dauerhaftes Mitglied von Three Days Grace.

## Diskografie

### Studioalben
| Jahr | Titel Musiklabel                    | Höchstplatzierung, Gesamtwochen, AuszeichnungChartsChartplatzierungen (Jahr, Titel, Musiklabel, Platzierungen, Wochen, Auszeichnungen, Anmerkungen) | Anmerkungen                              |
| Jahr | Titel Musiklabel                    | US | Anmerkungen                              |
| ---- | ----------------------------------- | --- | ---------------------------------------- |
| 2010 | My Darkest Days 604 Records         | US38 (29 Wo.)US | Erstveröffentlichung: 21. September 2010 |
| 2012 | Sick and Twisted Affair 604 Records | US29 (3 Wo.)US | Erstveröffentlichung: 26. März 2012      |

### Singles
| Jahr | Titel Album                       | Höchstplatzierung, Gesamtwochen, AuszeichnungChartplatzierungen (Jahr, Titel, Album, Platzierungen, Wochen, Auszeichnungen, Anmerkungen) | Höchstplatzierung, Gesamtwochen, AuszeichnungChartplatzierungen (Jahr, Titel, Album, Platzierungen, Wochen, Auszeichnungen, Anmerkungen) | Anmerkungen                                                         |
| Jahr | Titel Album                       | US | CA | Anmerkungen                                                         |
| ---- | --------------------------------- | --- | --- | ------------------------------------------------------------------- |
| 2010 | Porn Star Dancing My Darkest Days | US90 Gold (Videosingle) + Gold · (7 Wo.)US                                                                                               | CA40 ×3Dreifachplatin · (23 Wo.)CA | Erstveröffentlichung: 21. Juni 2010 feat. Zakk Wylde & Chad Kroeger |

Weitere Singles
- 2011: Move Your Body
- 2011: Every Lie
- 2012: Casual Sex
- 2012: Sick and Twisted Affair

## Auszeichnungen für Musikverkäufe
Anmerkung: Auszeichnungen in Ländern aus den Charttabellen bzw. Chartboxen sind in ebendiesen zu finden.
| Land/RegionAuszeichnungen für Musikverkäufe (Land/Region, Auszeichnungen, Verkäufe, Quellen) | Gold     | Platin     | Verkäufe | Quellen         |
| -------------------------------------------------------------------------------------------- | -------- | ---------- | -------- | --------------- |
| Kanada (MC)                                                                                  | —        | 3× Platin3 | 240.000  | musiccanada.com |
| Vereinigte Staaten (RIAA)                                                                    | 2× Gold2 | —          | 525.000  | riaa.com        |
| Insgesamt                                                                                    | 2× Gold2 | 3× Platin3 |          |                 |